# Shaun Sipos
Shaun Sipos (Victoria (Brits-Columbia), 30 oktober 1981) is een Canadees acteur.

## Biografie
Sipos werd geboren in Victoria (Brits-Columbia) met een Kroatische afkomst. Hij woont nu in Los Angeles.
Sipos begon in 2001 met acteren in de televisieserie Special Unit 2, waarna hij nog meerdere rollen speelde in televisieseries en films.

## Filmografie

### Films
Uitgezonderd korte films.
- 2025 Black Diamond - als Teft
- 2021 Night Raiders - als Randy
- 2018 For the Love of George - als Luke
- 2017 The Sandman - als Wyatt
- 2017 The Babymoon - als Trace
- 2014 The Michaels - als Michael Breakstone
- 2014 The Remaining – als Jack
- 2013 Heart of the Country – als Lee
- 2013 A Mother's Rage – als Calvin
- 2013 Texas Chainsaw 3D – als Darryl
- 2011 Enter Nowhere – als Hans
- 2011 Hick – als Blane
- 2009 Happy in the Valley – als Wade
- 2009 Rampage – als Evan Drince
- 2009 Lost Dream – als Giovanni
- 2009 Stoic – als Mitch Palmer
- 2008 Lost Boys: The Tribe – als Kyle
- 2006 The Grudge 2 – als Michael
- 2006 Comeback Season – als Skylar Eckerman
- 2004 Superbabies: Baby Geniuses 2 – als Brandon
- 2004 The Skulls III – als Ethan Rawlings
- 2003 Final Destination 2 – als Frankie

### Televisieseries
Uitgezonderd eenmalige gastrollen.
- 2022-2024 Outer Range - als Luke Tillerson - 14 afl.
- 2023-2024 Reacher - als David O'Donnell - 8 afl.
- 2018-2019 Krypton - als Adam Strange - 20 afl.
- 2018 Insomnia - als Brad - 8 afl.
- 2016 Dark Matter - als Devon Taltherd - 7 afl.
- 2013-2014 The Vampire Diaries – als Aaron Whitmore – 8 afl.
- 2010-2011 Life Unexpected – als Eric Daniels – 12 afl.
- 2009-2010 Melrose Place – als David Breck – 18 afl.
- 2007 Shark – als Trevor Boyd – 7 afl.
- 2004-2005 Complete Savages – als Jack Savage – 19 afl.
- 2003 Black Sash – als Julian – 2 afl.
- 2001 Maybe It's Me – als Nick Gibson – 9 afl.

- Biblioteca Nacional de España: XX4854834
- Bibliothèque nationale de France: cb169602637 (data)
- Gemeinsame Normdatei: 140643729
- International Standard Name Identifier: 0000 0001 2032 4334
- Library of Congress Control Number: n2011038126
- Virtual International Authority File: 107651007
- WorldCat: E39PBJwRWfw7H3FVjb7xyywQv3